# 897 Lysistrata
897 Lysistrata eller 1918 DZ är en asteroid i huvudbältet, som upptäcktes 3 augusti 1918 av den tyske astronomen Max Wolf i Heidelberg. Den är uppkallad efter karaktären Lysistrate i komedin Lysistrate av Aristofanes.
Asteroiden har en diameter på ungefär 24 kilometer och den tillhör asteroidgruppen Maria.